# Liste des planètes mineures non numérotées découvertes entre le 16 et le 30 septembre 2021
Pour un article plus général, voir Liste des planètes mineures non numérotées découvertes en 2021.
Pour un article plus général, voir Liste des planètes mineures.
Cet article dresse la liste des planètes mineures (astéroïdes, centaures, objets transneptuniens et assimilés) non numérotées découvertes en septembre 2021 dans l'ordre de leur découverte.
Au 15 janvier 2025, 661 077 des 1 434 993 planètes mineures répertoriées par le Centre des planètes mineures ne sont pas encore numérotées, soit 46,07 %.

## Rappel concernant la désignation provisoire
La désignation provisoire indique l'ordre de découverte de ces objets. En effet, cette désignation est composée de l'année de découverte (par exemple 2021) suivie de la quinzaine (demi-mois) de découverte (p.e. A = 1-15 janvier) puis de l'ordre de découverte dans cette quinzaine. Cet ordre est indiqué par une lettre et éventuellement un chiffre comme suit : A pour la première découverte, B pour la deuxième, ..., Z pour la 25e (le I n'est pas utilisé pour éviter la confusion avec 1), A1 pour la 26e, B1 pour la 27e, etc. , Z1 pour la 50e, A2 pour la 51e, B2 pour la 52e, etc. L'ordre de la numérotation ne suit donc pas l'ordre alphanumérique. 2021 AA1 suit ainsi 2021 AZ et précède 2021 AB1.

## Du 16 au 30 septembre 2021
- 2021 SA
- 2021 SB
- 2021 SC
- 2021 SD
- 2021 SE
- 2021 SF
- 2021 SG
- 2021 SH
- 2021 SJ
- 2021 SK
- 2021 SL
- 2021 SM
- 2021 SN
- 2021 SO
- 2021 SP
- 2021 SQ
- 2021 SR
- 2021 SS
- 2021 ST
- 2021 SU
- 2021 SV
- 2021 SW
- 2021 SX
- 2021 SY
- 2021 SZ
- 2021 SA1
- 2021 SB1
- 2021 SC1
- 2021 SD1
- 2021 SE1
- 2021 SF1
- 2021 SG1
- 2021 SH1
- 2021 SJ1
- 2021 SK1
- 2021 SL1
- 2021 SM1
- 2021 SN1
- 2021 SO1
- 2021 SP1
- 2021 SQ1
- 2021 SR1
- 2021 SS1
- 2021 ST1
- 2021 SU1
- 2021 SV1
- 2021 SW1
- 2021 SX1
- 2021 SY1
- 2021 SZ1
- 2021 SA2
- 2021 SB2
- 2021 SC2
- 2021 SD2
- 2021 SE2
- 2021 SF2
- 2021 SG2
- 2021 SH2
- 2021 SJ2
- 2021 SK2
- 2021 SL2
- 2021 SM2
- 2021 SN2
- 2021 SO2
- 2021 SP2
- 2021 SQ2
- 2021 SR2
- 2021 ST2
- 2021 SV2
- 2021 SW2
- 2021 SX2
- 2021 SY2
- 2021 SZ2
- 2021 SB3
- 2021 SC3
- 2021 SD3
- 2021 SE3
- 2021 SF3
- 2021 SG3
- 2021 SH3
- 2021 SJ3
- 2021 SK3
- 2021 SL3
- 2021 SM3
- 2021 SN3
- 2021 SO3
- 2021 SP3
- 2021 SQ3
- 2021 SR3
- 2021 SS3
- 2021 ST3
- 2021 SV3
- 2021 SW3
- 2021 SX3
- 2021 SY3
- 2021 SZ3
- 2021 SB4
- 2021 SC4
- 2021 SD4
- 2021 SE4
- 2021 SF4
- 2021 SG4
- 2021 SH4
- 2021 SK4
- 2021 SL4
- 2021 SM4
- 2021 SN4
- 2021 SO4
- 2021 SP4
- 2021 SQ4
- 2021 SR4
- 2021 SS4
- 2021 ST4
- 2021 SU4
- 2021 SV4
- 2021 SW4
- 2021 SX4
- 2021 SY4
- 2021 SZ4
- 2021 SA5
- 2021 SB5
- 2021 SC5
- 2021 SD5
- 2021 SE5
- 2021 SF5
- 2021 SG5
- 2021 SH5
- 2021 SJ5
- 2021 SK5
- 2021 SL5
- 2021 SM5
- 2021 SN5
- 2021 SP5
- 2021 SR5
- 2021 SS5
- 2021 ST5
- 2021 SU5
- 2021 SV5
- 2021 SW5
- 2021 SX5
- 2021 SY5
- 2021 SZ5
- 2021 SA6
- 2021 SB6
- 2021 SC6
- 2021 SD6
- 2021 SE6
- 2021 SF6
- 2021 SG6
- 2021 SH6
- 2021 SJ6
- 2021 SK6
- 2021 SL6
- 2021 SM6
- 2021 SN6
- 2021 SO6
- 2021 SP6
- 2021 SQ6
- 2021 SS6
- 2021 ST6
- 2021 SU6
- 2021 SV6
- 2021 SW6
- 2021 SX6
- 2021 SY6
- 2021 SZ6
- 2021 SA7
- 2021 SB7
- 2021 SC7
- 2021 SD7
- 2021 SE7
- 2021 SF7
- 2021 SG7
- 2021 SH7
- 2021 SJ7
- 2021 SK7
- 2021 SM7
- 2021 SN7
- 2021 SO7
- 2021 SP7
- 2021 SQ7
- 2021 SR7
- 2021 SS7
- 2021 ST7
- 2021 SU7
- 2021 SV7
- 2021 SW7
- 2021 SX7
- 2021 SY7
- 2021 SZ7
- 2021 SA8
- 2021 SB8
- 2021 SC8
- 2021 SD8
- 2021 SE8
- 2021 SF8
- 2021 SG8
- 2021 SH8
- 2021 SJ8
- 2021 SK8
- 2021 SL8
- 2021 SN8
- 2021 SO8
- 2021 SP8
- 2021 SR8
- 2021 SS8
- 2021 ST8
- 2021 SU8
- 2021 SW8
- 2021 SY8
- 2021 SZ8
- 2021 SA9
- 2021 SC9
- 2021 SD9
- 2021 SE9
- 2021 SF9
- 2021 SG9
- 2021 SH9
- 2021 SJ9
- 2021 SK9
- 2021 SL9
- 2021 SM9
- 2021 SN9
- 2021 SO9
- 2021 SP9
- 2021 SQ9
- 2021 SR9
- 2021 SS9
- 2021 ST9
- 2021 SU9
- 2021 SV9
- 2021 SW9
- 2021 SX9
- 2021 SY9
- 2021 SZ9
- 2021 SA10
- 2021 SD10
- 2021 SE10
- 2021 SF10
- 2021 SG10
- 2021 SH10
- 2021 SJ10
- 2021 SL10
- 2021 SM10
- 2021 SN10
- 2021 SO10
- 2021 SP10
- 2021 SR10
- 2021 SS10
- 2021 ST10
- 2021 SU10
- 2021 SV10
- 2021 SY10
- 2021 SA11
- 2021 SB11
- 2021 SD11
- 2021 SE11
- 2021 SF11
- 2021 SG11
- 2021 SH11
- 2021 SK11
- 2021 SL11
- 2021 SM11
- 2021 SN11
- 2021 SO11
- 2021 SP11
- 2021 SQ11
- 2021 SR11
- 2021 SS11
- 2021 ST11
- 2021 SU11
- 2021 SV11
- 2021 SW11
- 2021 SX11
- 2021 SY11
- 2021 SZ11
- 2021 SA12
- 2021 SD12
- 2021 SE12
- 2021 SF12
- 2021 SG12
- 2021 SH12
- 2021 SJ12
- 2021 SK12
- 2021 SL12
- 2021 SM12
- 2021 SN12
- 2021 SO12
- 2021 SP12
- 2021 SR12
- 2021 SS12
- 2021 ST12
- 2021 SU12
- 2021 SV12
- 2021 SW12
- 2021 SX12
- 2021 SZ12
- 2021 SA13
- 2021 SB13
- 2021 SC13
- 2021 SD13
- 2021 SE13
- 2021 SF13
- 2021 SG13
- 2021 SH13
- 2021 SJ13
- 2021 SK13
- 2021 SN13
- 2021 SP13
- 2021 SR13
- 2021 SS13
- 2021 ST13
- 2021 SU13
- 2021 SV13
- 2021 SW13
- 2021 SX13
- 2021 SY13
- 2021 SZ13
- 2021 SB14
- 2021 SC14
- 2021 SD14
- 2021 SE14
- 2021 SF14
- 2021 SG14
- 2021 SH14
- 2021 SJ14
- 2021 SK14
- 2021 SL14
- 2021 SM14
- 2021 SN14
- 2021 SO14
- 2021 SQ14
- 2021 SR14
- 2021 ST14
- 2021 SU14
- 2021 SV14
- 2021 SW14
- 2021 SX14
- 2021 SY14
- 2021 SZ14
- 2021 SB15
- 2021 SC15
- 2021 SD15
- 2021 SE15
- 2021 SF15
- 2021 SG15
- 2021 SH15
- 2021 SJ15
- 2021 SK15
- 2021 SL15
- 2021 SM15
- 2021 SN15
- 2021 SO15
- 2021 SP15
- 2021 SQ15
- 2021 SR15
- 2021 SS15
- 2021 ST15
- 2021 SU15
- 2021 SV15
- 2021 SX15
- 2021 SY15
- 2021 SZ15
- 2021 SA16
- 2021 SB16
- 2021 SC16
- 2021 SD16
- 2021 SE16
- 2021 SF16
- 2021 SG16
- 2021 SH16
- 2021 SJ16
- 2021 SK16
- 2021 SL16
- 2021 SM16
- 2021 SN16
- 2021 SO16
- 2021 SP16
- 2021 SQ16
- 2021 SR16
- 2021 ST16
- 2021 SU16
- 2021 SV16
- 2021 SW16
- 2021 SX16
- 2021 SY16
- 2021 SZ16
- 2021 SA17
- 2021 SB17
- 2021 SC17
- 2021 SD17
- 2021 SE17
- 2021 SF17
- 2021 SG17
- 2021 SJ17
- 2021 SK17
- 2021 SL17
- 2021 SM17
- 2021 SO17
- 2021 SP17
- 2021 SQ17
- 2021 SR17
- 2021 SU17
- 2021 SV17
- 2021 SW17
- 2021 SX17
- 2021 SY17
- 2021 SA18
- 2021 SB18
- 2021 SD18
- 2021 SF18
- 2021 SG18
- 2021 SH18
- 2021 SJ18
- 2021 SK18
- 2021 SL18
- 2021 SM18
- 2021 SN18
- 2021 SS18
- 2021 SU18
- 2021 SW18
- 2021 SX18
- 2021 SY18
- 2021 SZ18
- 2021 SA19
- 2021 SB19
- 2021 SD19
- 2021 SF19
- 2021 SG19
- 2021 SH19
- 2021 SJ19
- 2021 SK19
- 2021 SL19
- 2021 SM19
- 2021 SN19
- 2021 SO19
- 2021 SP19
- 2021 SS19
- 2021 SU19
- 2021 SV19
- 2021 SW19
- 2021 SX19
- 2021 SY19
- 2021 SZ19
- 2021 SB20
- 2021 SC20
- 2021 SE20
- 2021 SF20
- 2021 SG20
- 2021 SH20
- 2021 SJ20
- 2021 SL20
- 2021 SM20
- 2021 SN20
- 2021 SO20
- 2021 SQ20
- 2021 SR20
- 2021 SS20
- 2021 ST20
- 2021 SU20
- 2021 SV20
- 2021 SW20
- 2021 SX20
- 2021 SY20
- 2021 SZ20
- 2021 SA21
- 2021 SB21
- 2021 SC21
- 2021 SD21
- 2021 SE21
- 2021 SF21
- 2021 SG21
- 2021 SH21
- 2021 SJ21
- 2021 SL21
- 2021 SM21
- 2021 SN21
- 2021 SP21
- 2021 SQ21
- 2021 SR21
- 2021 SS21
- 2021 SU21
- 2021 SV21
- 2021 SW21
- 2021 SX21
- 2021 SZ21
- 2021 SA22
- 2021 SB22
- 2021 SC22
- 2021 SF22
- 2021 SG22
- 2021 SH22
- 2021 SK22
- 2021 SL22
- 2021 SN22
- 2021 SO22
- 2021 SP22
- 2021 SR22
- 2021 SS22
- 2021 ST22
- 2021 SU22
- 2021 SV22
- 2021 SW22
- 2021 SX22
- 2021 SY22
- 2021 SA23
- 2021 SB23
- 2021 SE23
- 2021 SF23
- 2021 SJ23
- 2021 SK23
- 2021 SL23
- 2021 SM23
- 2021 SO23
- 2021 SP23
- 2021 SQ23
- 2021 SR23
- 2021 SS23
- 2021 ST23
- 2021 SV23
- 2021 SW23
- 2021 SX23
- 2021 SC24
- 2021 SD24
- 2021 SE24
- 2021 SF24
- 2021 SG24
- 2021 SJ24
- 2021 SK24
- 2021 SL24
- 2021 SO24
- 2021 SR24
- 2021 SU24
- 2021 SV24
- 2021 SW24
- 2021 SY24
- 2021 SZ24
- 2021 SA25
- 2021 SB25
- 2021 SC25
- 2021 SD25
- 2021 SE25
- 2021 SG25
- 2021 SH25
- 2021 SJ25
- 2021 SL25
- 2021 SM25
- 2021 SN25
- 2021 SO25
- 2021 SQ25
- 2021 SR25
- 2021 SS25
- 2021 ST25
- 2021 SU25
- 2021 SV25
- 2021 SY25
- 2021 SZ25
- 2021 SA26
- 2021 SB26
- 2021 SD26
- 2021 SE26
- 2021 SG26
- 2021 SH26
- 2021 SJ26
- 2021 SK26
- 2021 SL26
- 2021 SM26
- 2021 SN26
- 2021 SO26
- 2021 SP26
- 2021 SQ26
- 2021 SS26
- 2021 ST26
- 2021 SV26
- 2021 SX26
- 2021 SZ26
- 2021 SA27
- 2021 SC27
- 2021 SD27
- 2021 SE27
- 2021 SF27
- 2021 SG27
- 2021 SH27
- 2021 SK27
- 2021 SL27
- 2021 SN27
- 2021 SO27
- 2021 SP27
- 2021 SQ27
- 2021 SR27
- 2021 SS27
- 2021 SU27
- 2021 SV27
- 2021 SW27
- 2021 SY27
- 2021 SZ27
- 2021 SA28
- 2021 SB28
- 2021 SC28
- 2021 SD28
- 2021 SE28
- 2021 SF28
- 2021 SG28
- 2021 SH28
- 2021 SJ28
- 2021 SK28
- 2021 SL28
- 2021 SM28
- 2021 SN28
- 2021 SO28
- 2021 SP28
- 2021 SQ28
- 2021 SR28
- 2021 SS28
- 2021 ST28
- 2021 SU28
- 2021 SV28
- 2021 SW28
- 2021 SY28
- 2021 SZ28
- 2021 SA29
- 2021 SB29
- 2021 SC29
- 2021 SD29
- 2021 SF29
- 2021 SH29
- 2021 SJ29
- 2021 SL29
- 2021 SN29
- 2021 SO29
- 2021 SP29
- 2021 SQ29
- 2021 SR29
- 2021 SS29
- 2021 ST29
- 2021 SU29
- 2021 SV29
- 2021 SW29
- 2021 SX29
- 2021 SY29
- 2021 SZ29
- 2021 SA30
- 2021 SC30
- 2021 SD30
- 2021 SE30
- 2021 SF30
- 2021 SG30
- 2021 SH30
- 2021 SJ30
- 2021 SK30
- 2021 SL30
- 2021 SN30
- 2021 SO30
- 2021 SP30
- 2021 SQ30
- 2021 SS30
- 2021 ST30
- 2021 SU30
- 2021 SV30
- 2021 SW30
- 2021 SY30
- 2021 SA31
- 2021 SB31
- 2021 SD31
- 2021 SF31
- 2021 SG31
- 2021 SH31
- 2021 SJ31
- 2021 SK31
- 2021 SM31
- 2021 SN31
- 2021 SO31
- 2021 SP31
- 2021 SQ31
- 2021 SR31
- 2021 SS31
- 2021 ST31
- 2021 SU31
- 2021 SV31
- 2021 SW31
- 2021 SY31
- 2021 SZ31
- 2021 SC32
- 2021 SD32
- 2021 SE32
- 2021 SF32
- 2021 SG32
- 2021 SH32
- 2021 SJ32
- 2021 SK32
- 2021 SL32
- 2021 SM32
- 2021 SN32
- 2021 SO32
- 2021 SP32
- 2021 SQ32
- 2021 SS32
- 2021 SU32
- 2021 SV32
- 2021 SW32
- 2021 SX32
- 2021 SY32
- 2021 SZ32
- 2021 SA33
- 2021 SB33
- 2021 SC33
- 2021 SE33
- 2021 SF33
- 2021 SH33
- 2021 SJ33
- 2021 SK33
- 2021 SL33
- 2021 SM33
- 2021 SN33
- 2021 SP33
- 2021 SQ33
- 2021 SR33
- 2021 ST33
- 2021 SV33
- 2021 SW33
- 2021 SX33
- 2021 SY33
- 2021 SZ33
- 2021 SB34
- 2021 SC34
- 2021 SE34
- 2021 SF34
- 2021 SK34
- 2021 SM34
- 2021 SN34
- 2021 SO34
- 2021 SP34
- 2021 SQ34
- 2021 SR34
- 2021 SS34
- 2021 SU34
- 2021 SV34
- 2021 SW34
- 2021 SX34
- 2021 SY34
- 2021 SA35
- 2021 SB35
- 2021 SC35
- 2021 SE35
- 2021 SF35
- 2021 SG35
- 2021 SH35
- 2021 SJ35
- 2021 SK35
- 2021 SL35
- 2021 SM35
- 2021 SN35
- 2021 SO35
- 2021 SP35
- 2021 SQ35
- 2021 SR35
- 2021 SS35
- 2021 ST35
- 2021 SU35
- 2021 SV35
- 2021 SW35
- 2021 SX35
- 2021 SY35
- 2021 SZ35
- 2021 SA36
- 2021 SB36
- 2021 SC36
- 2021 SD36
- 2021 SE36
- 2021 SF36
- 2021 SG36
- 2021 SJ36
- 2021 SK36
- 2021 SL36
- 2021 SM36
- 2021 SN36
- 2021 SO36
- 2021 SQ36
- 2021 SR36
- 2021 SS36
- 2021 ST36
- 2021 SU36
- 2021 SW36
- 2021 SX36
- 2021 SA37
- 2021 SB37
- 2021 SC37
- 2021 SF37
- 2021 SH37
- 2021 SJ37
- 2021 SK37
- 2021 SL37
- 2021 SM37
- 2021 SN37
- 2021 SO37
- 2021 SP37
- 2021 SQ37
- 2021 SR37
- 2021 SS37
- 2021 ST37
- 2021 SU37
- 2021 SV37
- 2021 SW37
- 2021 SX37
- 2021 SY37
- 2021 SZ37
- 2021 SA38
- 2021 SB38
- 2021 SC38
- 2021 SD38
- 2021 SE38
- 2021 SF38
- 2021 SG38
- 2021 SH38
- 2021 SJ38
- 2021 SK38
- 2021 SL38
- 2021 SM38
- 2021 SN38
- 2021 SO38
- 2021 SP38
- 2021 SQ38
- 2021 SR38
- 2021 SU38
- 2021 SV38
- 2021 SW38
- 2021 SX38
- 2021 SY38
- 2021 SZ38
- 2021 SA39
- 2021 SD39
- 2021 SE39
- 2021 SF39
- 2021 SG39
- 2021 SH39
- 2021 SK39
- 2021 SL39
- 2021 SM39
- 2021 SN39
- 2021 SO39
- 2021 SP39
- 2021 SQ39
- 2021 SR39
- 2021 SS39
- 2021 ST39
- 2021 SU39
- 2021 SV39
- 2021 SX39
- 2021 SY39
- 2021 SZ39
- 2021 SA40
- 2021 SB40
- 2021 SC40
- 2021 SD40
- 2021 SE40
- 2021 SF40
- 2021 SG40
- 2021 SJ40
- 2021 SK40
- 2021 SL40
- 2021 SM40
- 2021 SN40
- 2021 SO40
- 2021 SP40
- 2021 SQ40
- 2021 SR40
- 2021 SS40
- 2021 ST40
- 2021 SU40
- 2021 SV40
- 2021 SX40
- 2021 SY40
- 2021 SZ40
- 2021 SA41
- 2021 SB41
- 2021 SC41
- 2021 SD41
- 2021 SE41
- 2021 SF41
- 2021 SG41
- 2021 SH41
- 2021 SJ41
- 2021 SK41
- 2021 SL41
- 2021 SM41
- 2021 SP41
- 2021 SQ41
- 2021 SR41
- 2021 SS41
- 2021 ST41
- 2021 SU41
- 2021 SW41
- 2021 SX41
- 2021 SY41
- 2021 SZ41
- 2021 SB42
- 2021 SC42
- 2021 SD42
- 2021 SE42
- 2021 SF42
- 2021 SH42
- 2021 SJ42
- 2021 SK42
- 2021 SL42
- 2021 SM42
- 2021 SN42
- 2021 SP42
- 2021 SQ42
- 2021 SR42
- 2021 SS42
- 2021 ST42
- 2021 SU42
- 2021 SV42
- 2021 SY42
- 2021 SZ42
- 2021 SA43
- 2021 SB43
- 2021 SC43
- 2021 SD43
- 2021 SG43
- 2021 SH43
- 2021 SK43
- 2021 SL43
- 2021 SM43
- 2021 SN43
- 2021 SO43
- 2021 SP43
- 2021 SQ43
- 2021 SR43
- 2021 SS43
- 2021 ST43
- 2021 SU43
- 2021 SV43
- 2021 SW43
- 2021 SX43
- 2021 SY43
- 2021 SZ43
- 2021 SA44
- 2021 SB44
- 2021 SC44
- 2021 SD44
- 2021 SE44
- 2021 SF44
- 2021 SG44
- 2021 SJ44
- 2021 SK44
- 2021 SL44
- 2021 SM44
- 2021 SN44
- 2021 SO44
- 2021 SP44
- 2021 SQ44
- 2021 SR44
- 2021 SS44
- 2021 ST44
- 2021 SU44
- 2021 SV44
- 2021 SW44
- 2021 SX44
- 2021 SY44
- 2021 SZ44
- 2021 SA45
- 2021 SB45
- 2021 SC45
- 2021 SD45
- 2021 SE45
- 2021 SF45
- 2021 SH45
- 2021 SJ45
- 2021 SK45
- 2021 SL45
- 2021 SM45
- 2021 SN45
- 2021 SO45
- 2021 SP45
- 2021 SQ45
- 2021 SR45
- 2021 ST45
- 2021 SU45
- 2021 SV45
- 2021 SW45
- 2021 SY45
- 2021 SZ45
- 2021 SA46
- 2021 SB46
- 2021 SC46
- 2021 SD46
- 2021 SE46
- 2021 SF46
- 2021 SG46
- 2021 SH46
- 2021 SJ46
- 2021 SK46
- 2021 SL46
- 2021 SM46
- 2021 SN46
- 2021 SO46
- 2021 SP46
- 2021 SQ46
- 2021 SR46
- 2021 SS46
- 2021 ST46
- 2021 SU46
- 2021 SV46
- 2021 SW46
- 2021 SZ46
- 2021 SA47
- 2021 SB47
- 2021 SC47
- 2021 SD47
- 2021 SE47
- 2021 SF47
- 2021 SG47
- 2021 SH47
- 2021 SJ47
- 2021 SL47
- 2021 SM47
- 2021 SN47
- 2021 SO47
- 2021 SR47
- 2021 SS47
- 2021 ST47
- 2021 SU47
- 2021 SV47
- 2021 SW47
- 2021 SX47
- 2021 SY47
- 2021 SZ47
- 2021 SA48
- 2021 SB48
- 2021 SC48
- 2021 SD48
- 2021 SE48
- 2021 SF48
- 2021 SG48
- 2021 SH48
- 2021 SJ48
- 2021 SK48
- 2021 SL48
- 2021 SN48
- 2021 SQ48
- 2021 SR48
- 2021 SS48
- 2021 ST48
- 2021 SU48
- 2021 SV48
- 2021 SW48
- 2021 SX48
- 2021 SY48
- 2021 SZ48
- 2021 SA49
- 2021 SB49
- 2021 SC49
- 2021 SD49
- 2021 SE49
- 2021 SG49
- 2021 SH49
- 2021 SJ49
- 2021 SK49
- 2021 SL49
- 2021 SM49
- 2021 SN49
- 2021 SO49
- 2021 SP49
- 2021 SQ49
- 2021 SR49
- 2021 SS49
- 2021 ST49
- 2021 SU49
- 2021 SV49
- 2021 SW49
- 2021 SX49
- 2021 SY49
- 2021 SZ49
- 2021 SA50
- 2021 SB50
- 2021 SC50
- 2021 SD50
- 2021 SE50
- 2021 SF50
- 2021 SG50
- 2021 SH50
- 2021 SJ50
- 2021 SK50
- 2021 SL50
- 2021 SM50
- 2021 SN50
- 2021 SO50
- 2021 SP50
- 2021 SQ50
- 2021 SR50
- 2021 SS50
- 2021 ST50
- 2021 SU50
- 2021 SV50
- 2021 SW50
- 2021 SX50
- 2021 SY50
- 2021 SZ50
- 2021 SA51
- 2021 SB51
- 2021 SC51
- 2021 SD51
- 2021 SE51
- 2021 SF51
- 2021 SG51
- 2021 SH51
- 2021 SJ51
- 2021 SK51
- 2021 SL51
- 2021 SM51
- 2021 SN51
- 2021 SO51
- 2021 SP51
- 2021 SQ51
- 2021 SR51
- 2021 SS51
- 2021 ST51
- 2021 SU51
- 2021 SV51
- 2021 SW51
- 2021 SX51
- 2021 SY51
- 2021 SZ51
- 2021 SA52
- 2021 SB52
- 2021 SC52
- 2021 SD52
- 2021 SE52
- 2021 SF52
- 2021 SG52
- 2021 SH52
- 2021 SJ52
- 2021 SK52
- 2021 SL52
- 2021 SM52
- 2021 SN52
- 2021 SO52
- 2021 SP52
- 2021 SQ52
- 2021 SR52
- 2021 SS52
- 2021 ST52
- 2021 SV52
- 2021 SW52
- 2021 SX52
- 2021 SY52
- 2021 SZ52
- 2021 SA53
- 2021 SB53
- 2021 SC53
- 2021 SD53
- 2021 SF53
- 2021 SG53
- 2021 SH53
- 2021 SJ53
- 2021 SK53
- 2021 SL53
- 2021 SM53
- 2021 SN53
- 2021 SO53
- 2021 SP53
- 2021 SQ53
- 2021 SR53
- 2021 SS53
- 2021 ST53
- 2021 SU53
- 2021 SV53
- 2021 SW53
- 2021 SX53
- 2021 SY53
- 2021 SZ53
- 2021 SA54
- 2021 SB54
- 2021 SC54
- 2021 SD54
- 2021 SE54
- 2021 SF54
- 2021 SG54
- 2021 SH54
- 2021 SJ54
- 2021 SK54
- 2021 SL54
- 2021 SM54
- 2021 SN54
- 2021 SO54
- 2021 SP54
- 2021 SQ54
- 2021 SR54
- 2021 SS54
- 2021 SU54
- 2021 SV54
- 2021 SW54
- 2021 SX54
- 2021 SY54
- 2021 SZ54
- 2021 SA55
- 2021 SB55
- 2021 SC55
- 2021 SD55
- 2021 SE55
- 2021 SF55
- 2021 SG55
- 2021 SH55
- 2021 SJ55
- 2021 SK55
- 2021 SL55
- 2021 SM55
- 2021 SN55
- 2021 SO55
- 2021 SP55
- 2021 SQ55
- 2021 SR55
- 2021 SS55
- 2021 ST55
- 2021 SV55
- 2021 SW55
- 2021 SX55
- 2021 SY55
- 2021 SZ55
- 2021 SA56
- 2021 SC56
- 2021 SD56
- 2021 SE56
- 2021 SF56
- 2021 SG56
- 2021 SH56
- 2021 SJ56
- 2021 SK56
- 2021 SL56
- 2021 SM56
- 2021 SN56
- 2021 SO56
- 2021 SP56
- 2021 SQ56
- 2021 SR56
- 2021 SS56
- 2021 ST56
- 2021 SU56
- 2021 SV56
- 2021 SW56
- 2021 SX56
- 2021 SY56
- 2021 SZ56
- 2021 SA57
- 2021 SB57
- 2021 SC57
- 2021 SD57
- 2021 SE57
- 2021 SF57
- 2021 SG57
- 2021 SH57
- 2021 SJ57
- 2021 SK57
- 2021 SL57
- 2021 SM57
- 2021 SN57
- 2021 SO57
- 2021 SP57
- 2021 SQ57
- 2021 SS57
- 2021 ST57
- 2021 SU57
- 2021 SV57
- 2021 SW57
- 2021 SX57
- 2021 SY57
- 2021 SZ57
- 2021 SA58
- 2021 SB58
- 2021 SC58
- 2021 SD58
- 2021 SE58
- 2021 SF58
- 2021 SH58
- 2021 SJ58
- 2021 SK58
- 2021 SL58
- 2021 SM58
- 2021 SN58
- 2021 SO58
- 2021 SP58
- 2021 SQ58
- 2021 SR58
- 2021 SS58
- 2021 ST58
- 2021 SU58
- 2021 SV58
- 2021 SW58
- 2021 SY58
- 2021 SA59
- 2021 SB59
- 2021 SC59
- 2021 SD59
- 2021 SE59
- 2021 SF59
- 2021 SG59
- 2021 SH59
- 2021 SJ59
- 2021 SL59
- 2021 SM59
- 2021 SN59
- 2021 SO59
- 2021 SP59
- 2021 SQ59
- 2021 SR59
- 2021 SS59
- 2021 ST59
- 2021 SU59
- 2021 SV59
- 2021 SW59
- 2021 SX59
- 2021 SY59
- 2021 SZ59
- 2021 SA60
- 2021 SB60
- 2021 SC60
- 2021 SD60
- 2021 SF60
- 2021 SG60
- 2021 SH60
- 2021 SJ60
- 2021 SK60
- 2021 SL60
- 2021 SM60
- 2021 SN60
- 2021 SP60
- 2021 SQ60
- 2021 SR60
- 2021 SS60
- 2021 ST60
- 2021 SU60
- 2021 SV60
- 2021 SW60
- 2021 SX60
- 2021 SY60
- 2021 SZ60
- 2021 SA61
- 2021 SB61
- 2021 SC61
- 2021 SD61
- 2021 SE61
- 2021 SF61
- 2021 SG61
- 2021 SH61
- 2021 SJ61
- 2021 SK61
- 2021 SL61
- 2021 SM61
- 2021 SN61
- 2021 SO61
- 2021 SP61
- 2021 SQ61
- 2021 SR61
- 2021 SS61
- 2021 ST61
- 2021 SU61
- 2021 SV61
- 2021 SW61
- 2021 SX61
- 2021 SY61
- 2021 SZ61
- 2021 SA62
- 2021 SB62
- 2021 SC62
- 2021 SD62
- 2021 SE62
- 2021 SF62
- 2021 SG62
- 2021 SH62
- 2021 SJ62
- 2021 SK62
- 2021 SL62
- 2021 SM62
- 2021 SN62
- 2021 SO62
- 2021 SP62
- 2021 SQ62
- 2021 SR62
- 2021 SS62
- 2021 ST62
- 2021 SU62
- 2021 SV62
- 2021 SW62
- 2021 SX62
- 2021 SY62
- 2021 SZ62
- 2021 SA63
- 2021 SB63
- 2021 SC63
- 2021 SD63
- 2021 SE63
- 2021 SF63
- 2021 SG63
- 2021 SH63
- 2021 SJ63
- 2021 SK63
- 2021 SL63
- 2021 SM63
- 2021 SN63
- 2021 SO63
- 2021 SP63
- 2021 SQ63
- 2021 SR63
- 2021 SS63
- 2021 ST63
- 2021 SU63
- 2021 SV63
- 2021 SW63
- 2021 SX63
- 2021 SY63
- 2021 SZ63
- 2021 SA64
- 2021 SB64
- 2021 SC64
- 2021 SD64
- 2021 SE64
- 2021 SF64
- 2021 SG64
- 2021 SH64
- 2021 SJ64
- 2021 SK64
- 2021 SL64
- 2021 SM64
- 2021 SN64
- 2021 SO64
- 2021 SP64
- 2021 SQ64
- 2021 SR64
- 2021 SS64
- 2021 ST64
- 2021 SU64
- 2021 SV64
- 2021 SW64
- 2021 SX64
- 2021 SY64
- 2021 SZ64
- 2021 SA65
- 2021 SB65
- 2021 SC65
- 2021 SD65
- 2021 SE65
- 2021 SF65
- 2021 SG65
- 2021 SH65
- 2021 SJ65
- 2021 SK65
- 2021 SL65
- 2021 SM65
- 2021 SN65
- 2021 SO65
- 2021 SP65
- 2021 SQ65
- 2021 SR65
- 2021 SS65
- 2021 ST65
- 2021 SU65
- 2021 SV65
- 2021 SW65
- 2021 SX65
- 2021 SY65
- 2021 SZ65
- 2021 SA66
- 2021 SB66
- 2021 SC66
- 2021 SD66
- 2021 SE66
- 2021 SF66
- 2021 SG66
- 2021 SJ66
- 2021 SK66
- 2021 SL66
- 2021 SM66
- 2021 SO66
- 2021 SP66
- 2021 SQ66
- 2021 SR66
- 2021 SS66
- 2021 ST66
- 2021 SU66
- 2021 SV66
- 2021 SW66
- 2021 SX66
- 2021 SY66
- 2021 SZ66
- 2021 SA67
- 2021 SB67
- 2021 SD67
- 2021 SE67
- 2021 SF67
- 2021 SG67
- 2021 SH67
- 2021 SJ67
- 2021 SK67
- 2021 SL67
- 2021 SM67
- 2021 SN67
- 2021 SO67
- 2021 SP67
- 2021 SQ67
- 2021 SR67
- 2021 ST67
- 2021 SU67
- 2021 SV67
- 2021 SW67
- 2021 SX67
- 2021 SY67
- 2021 SZ67
- 2021 SA68
- 2021 SB68
- 2021 SC68
- 2021 SE68
- 2021 SF68
- 2021 SG68
- 2021 SH68
- 2021 SJ68
- 2021 SK68
- 2021 SL68
- 2021 SM68
- 2021 SN68
- 2021 SO68
- 2021 SP68
- 2021 SQ68
- 2021 SR68
- 2021 SS68
- 2021 ST68
- 2021 SU68
- 2021 SV68
- 2021 SW68
- 2021 SX68
- 2021 SY68
- 2021 SZ68
- 2021 SA69
- 2021 SB69
- 2021 SC69
- 2021 SD69
- 2021 SE69
- 2021 SF69
- 2021 SG69
- 2021 SH69
- 2021 SJ69
- 2021 SK69
- 2021 SL69
- 2021 SM69
- 2021 SN69
- 2021 SO69
- 2021 SP69
- 2021 SQ69
- 2021 SR69
- 2021 SS69
- 2021 ST69
- 2021 SV69
- 2021 SW69
- 2021 SX69
- 2021 SY69
- 2021 SZ69
- 2021 SA70
- 2021 SB70
- 2021 SC70
- 2021 SD70
- 2021 SE70
- 2021 SF70
- 2021 SG70
- 2021 SH70
- 2021 SJ70
- 2021 SK70
- 2021 SL70
- 2021 SM70
- 2021 SN70
- 2021 SO70
- 2021 SP70
- 2021 SQ70
- 2021 SR70
- 2021 SS70
- 2021 ST70
- 2021 SU70
- 2021 SV70
- 2021 SW70
- 2021 SX70
- 2021 SY70
- 2021 SZ70
- 2021 SA71
- 2021 SB71
- 2021 SC71
- 2021 SD71
- 2021 SE71
- 2021 SF71
- 2021 SG71
- 2021 SH71
- 2021 SJ71
- 2021 SK71
- 2021 SL71
- 2021 SM71
- 2021 SN71
- 2021 SO71
- 2021 SP71
- 2021 SQ71
- 2021 SR71
- 2021 SS71
- 2021 ST71
- 2021 SU71
- 2021 SV71
- 2021 SW71
- 2021 SX71
- 2021 SY71
- 2021 SZ71
- 2021 SA72
- 2021 SB72
- 2021 SC72
- 2021 SD72
- 2021 SE72
- 2021 SF72
- 2021 SG72
- 2021 SH72
- 2021 SJ72
- 2021 SK72
- 2021 SL72
- 2021 SM72
- 2021 SN72
- 2021 SO72
- 2021 SP72
- 2021 SQ72
- 2021 SR72
- 2021 SS72
- 2021 ST72
- 2021 SU72
- 2021 SV72
- 2021 SW72
- 2021 SX72
- 2021 SY72
- 2021 SZ72
- 2021 SA73
- 2021 SB73
- 2021 SD73
- 2021 SE73
- 2021 SF73
- 2021 SG73
- 2021 SH73
- 2021 SJ73
- 2021 SK73
- 2021 SL73
- 2021 SM73
- 2021 SN73
- 2021 SO73
- 2021 SP73
- 2021 SQ73
- 2021 SR73
- 2021 SS73
- 2021 ST73
- 2021 SV73
- 2021 SW73
- 2021 SX73
- 2021 SY73
- 2021 SZ73
- 2021 SA74
- 2021 SB74
- 2021 SC74
- 2021 SD74
- 2021 SE74
- 2021 SF74
- 2021 SG74
- 2021 SH74
- 2021 SJ74
- 2021 SL74
- 2021 SM74
- 2021 SN74
- 2021 SO74
- 2021 SP74
- 2021 SQ74
- 2021 SR74
- 2021 SS74
- 2021 ST74
- 2021 SU74
- 2021 SW74
- 2021 SX74
- 2021 SY74
- 2021 SZ74
- 2021 SA75
- 2021 SC75
- 2021 SD75
- 2021 SE75
- 2021 SF75
- 2021 SG75
- 2021 SH75
- 2021 SJ75
- 2021 SL75
- 2021 SM75
- 2021 SN75
- 2021 SO75
- 2021 SQ75
- 2021 SR75
- 2021 SS75
- 2021 ST75
- 2021 SU75
- 2021 SV75
- 2021 SW75
- 2021 SX75
- 2021 SY75
- 2021 SZ75
- 2021 SA76
- 2021 SB76
- 2021 SC76
- 2021 SD76
- 2021 SE76
- 2021 SF76
- 2021 SG76
- 2021 SH76
- 2021 SJ76
- 2021 SK76
- 2021 SL76
- 2021 SM76
- 2021 SN76
- 2021 SO76
- 2021 SP76
- 2021 SQ76
- 2021 SR76
- 2021 SS76
- 2021 ST76
- 2021 SU76
- 2021 SV76
- 2021 SW76
- 2021 SX76
- 2021 SY76
- 2021 SZ76
- 2021 SA77
- 2021 SB77
- 2021 SC77
- 2021 SD77
- 2021 SE77
- 2021 SF77
- 2021 SG77
- 2021 SH77
- 2021 SK77
- 2021 SL77
- 2021 SM77
- 2021 SN77
- 2021 SO77
- 2021 SP77
- 2021 SQ77
- 2021 SR77
- 2021 SS77
- 2021 ST77
- 2021 SU77
- 2021 SV77
- 2021 SW77
- 2021 SX77
- 2021 SY77
- 2021 SZ77
- 2021 SA78
- 2021 SB78
- 2021 SC78
- 2021 SD78
- 2021 SE78
- 2021 SF78
- 2021 SG78
- 2021 SH78
- 2021 SJ78
- 2021 SK78
- 2021 SL78
- 2021 SM78
- 2021 SN78
- 2021 SO78
- 2021 SP78
- 2021 SQ78
- 2021 SR78
- 2021 SS78
- 2021 ST78
- 2021 SU78
- 2021 SV78
- 2021 SW78
- 2021 SX78
- 2021 SY78
- 2021 SZ78
- 2021 SA79
- 2021 SB79
- 2021 SC79
- 2021 SD79
- 2021 SE79
- 2021 SF79
- 2021 SG79
- 2021 SH79
- 2021 SJ79
- 2021 SK79
- 2021 SL79
- 2021 SM79
- 2021 SN79
- 2021 SO79
- 2021 SP79
- 2021 SQ79
- 2021 SR79
- 2021 SS79
- 2021 ST79
- 2021 SU79
- 2021 SV79
- 2021 SW79
- 2021 SX79
- 2021 SY79
- 2021 SZ79
- 2021 SA80
- 2021 SC80
- 2021 SD80
- 2021 SE80
- 2021 SF80
- 2021 SG80
- 2021 SH80
- 2021 SJ80
- 2021 SK80
- 2021 SL80
- 2021 SM80
- 2021 SN80
- 2021 SO80
- 2021 SP80
- 2021 SQ80
- 2021 SR80
- 2021 SS80
- 2021 ST80
- 2021 SU80
- 2021 SV80
- 2021 SW80
- 2021 SX80
- 2021 SY80
- 2021 SZ80
- 2021 SA81
- 2021 SB81
- 2021 SC81
- 2021 SD81
- 2021 SE81
- 2021 SF81
- 2021 SG81
- 2021 SH81
- 2021 SJ81
- 2021 SK81
- 2021 SL81
- 2021 SM81
- 2021 SN81
- 2021 SO81
- 2021 SP81
- 2021 SQ81
- 2021 SR81
- 2021 SS81
- 2021 ST81
- 2021 SU81
- 2021 SV81
- 2021 SW81
- 2021 SX81
- 2021 SY81
- 2021 SZ81
- 2021 SA82
- 2021 SB82
- 2021 SC82
- 2021 SD82
- 2021 SE82
- 2021 SF82
- 2021 SG82
- 2021 SH82
- 2021 SJ82
- 2021 SK82
- 2021 SL82
- 2021 SM82
- 2021 SN82
- 2021 SO82
- 2021 SP82
- 2021 SQ82
- 2021 SR82
- 2021 SS82
- 2021 ST82
- 2021 SU82
- 2021 SV82
- 2021 SW82
- 2021 SX82
- 2021 SY82
- 2021 SZ82
- 2021 SA83
- 2021 SB83
- 2021 SC83
- 2021 SD83
- 2021 SE83
- 2021 SF83
- 2021 SG83
- 2021 SH83
- 2021 SJ83
- 2021 SK83
- 2021 SL83
- 2021 SM83
- 2021 SN83
- 2021 SO83
- 2021 SP83
- 2021 SQ83
- 2021 SR83
- 2021 SS83
- 2021 ST83
- 2021 SU83
- 2021 SV83
- 2021 SW83
- 2021 SX83
- 2021 SY83
- 2021 SZ83
- 2021 SA84
- 2021 SB84
- 2021 SC84
- 2021 SD84
- 2021 SE84
- 2021 SF84
- 2021 SG84
- 2021 SH84
- 2021 SJ84
- 2021 SK84
- 2021 SL84
- 2021 SM84
- 2021 SN84
- 2021 SO84
- 2021 SP84
- 2021 SQ84
- 2021 SR84
- 2021 SS84
- 2021 ST84
- 2021 SU84
- 2021 SV84
- 2021 SW84
- 2021 SX84
- 2021 SY84
- 2021 SZ84
- 2021 SA85
- 2021 SB85
- 2021 SC85
- 2021 SD85
- 2021 SE85
- 2021 SF85
- 2021 SG85
- 2021 SH85
- 2021 SJ85
- 2021 SK85
- 2021 SL85
- 2021 SM85
- 2021 SN85
- 2021 SO85
- 2021 SP85
- 2021 SQ85
- 2021 SR85
- 2021 SS85
- 2021 ST85
- 2021 SU85
- 2021 SV85
- 2021 SW85
- 2021 SX85
- 2021 SY85
- 2021 SZ85
- 2021 SA86
- 2021 SB86
- 2021 SC86
- 2021 SD86
- 2021 SE86
- 2021 SF86
- 2021 SG86
- 2021 SJ86
- 2021 SK86
- 2021 SL86
- 2021 SM86
- 2021 SN86
- 2021 SO86
- 2021 SP86
- 2021 SQ86
- 2021 SR86
- 2021 SS86
- 2021 ST86
- 2021 SU86
- 2021 SV86
- 2021 SW86
- 2021 SX86
- 2021 SY86
- 2021 SZ86
- 2021 SA87
- 2021 SB87
- 2021 SC87
- 2021 SD87
- 2021 SE87
- 2021 SF87
- 2021 SG87
- 2021 SH87
- 2021 SJ87
- 2021 SK87
- 2021 SL87
- 2021 SM87
- 2021 SN87
- 2021 SO87
- 2021 SP87
- 2021 SQ87
- 2021 SR87
- 2021 SS87
- 2021 ST87
- 2021 SU87
- 2021 SV87
- 2021 SW87
- 2021 SX87
- 2021 SY87
- 2021 SZ87
- 2021 SA88
- 2021 SB88
- 2021 SC88
- 2021 SD88
- 2021 SF88
- 2021 SG88
- 2021 SH88
- 2021 SJ88
- 2021 SK88
- 2021 SL88
- 2021 SM88
- 2021 SN88
- 2021 SO88
- 2021 SP88
- 2021 SQ88
- 2021 SR88
- 2021 SS88
- 2021 ST88
- 2021 SU88
- 2021 SV88
- 2021 SX88
- 2021 SY88
- 2021 SZ88
- 2021 SA89
- 2021 SB89
- 2021 SC89
- 2021 SD89
- 2021 SE89
- 2021 SF89
- 2021 SG89
- 2021 SH89
- 2021 SJ89
- 2021 SK89
- 2021 SL89
- 2021 SM89
- 2021 SN89
- 2021 SO89
- 2021 SP89
- 2021 SQ89
- 2021 SR89
- 2021 SS89
- 2021 ST89
- 2021 SU89
- 2021 SV89
- 2021 SW89
- 2021 SX89
- 2021 SY89
- 2021 SZ89
- 2021 SA90
- 2021 SB90
- 2021 SC90
- 2021 SD90
- 2021 SE90
- 2021 SF90
- 2021 SG90
- 2021 SH90
- 2021 SJ90
- 2021 SK90
- 2021 SL90
- 2021 SM90
- 2021 SN90
- 2021 SO90
- 2021 SP90
- 2021 SQ90
- 2021 SR90
- 2021 SS90
- 2021 ST90
- 2021 SU90
- 2021 SV90
- 2021 SW90
- 2021 SX90
- 2021 SY90
- 2021 SZ90
- 2021 SA91
- 2021 SB91
- 2021 SC91
- 2021 SD91
- 2021 SE91
- 2021 SF91
- 2021 SG91
- 2021 SH91
- 2021 SJ91
- 2021 SK91
- 2021 SL91
- 2021 SM91
- 2021 SN91
- 2021 SO91
- 2021 SP91
- 2021 SQ91
- 2021 SR91
- 2021 SS91
- 2021 ST91
- 2021 SU91
- 2021 SV91
- 2021 SW91
- 2021 SX91
- 2021 SY91
- 2021 SZ91
- 2021 SA92
- 2021 SB92
- 2021 SC92
- 2021 SD92
- 2021 SE92
- 2021 SF92
- 2021 SG92
- 2021 SH92
- 2021 SJ92
- 2021 SK92
- 2021 SL92
- 2021 SM92
- 2021 SN92
- 2021 SO92
- 2021 SP92
- 2021 SQ92
- 2021 SR92
- 2021 SS92
- 2021 ST92
- 2021 SU92
- 2021 SV92
- 2021 SW92
- 2021 SX92
- 2021 SY92
- 2021 SZ92
- 2021 SB93
- 2021 SC93
- 2021 SD93
- 2021 SE93
- 2021 SF93
- 2021 SG93
- 2021 SH93
- 2021 SJ93
- 2021 SK93
- 2021 SL93
- 2021 SM93
- 2021 SN93
- 2021 SO93
- 2021 SP93
- 2021 SQ93
- 2021 SR93
- 2021 SS93
- 2021 ST93
- 2021 SU93
- 2021 SV93
- 2021 SW93
- 2021 SX93
- 2021 SY93
- 2021 SZ93
- 2021 SA94
- 2021 SB94
- 2021 SC94
- 2021 SD94
- 2021 SE94
- 2021 SF94
- 2021 SG94
- 2021 SH94
- 2021 SJ94
- 2021 SK94
- 2021 SL94
- 2021 SM94
- 2021 SN94
- 2021 SO94
- 2021 SP94
- 2021 SQ94
- 2021 SR94
- 2021 SS94
- 2021 ST94
- 2021 SU94
- 2021 SV94
- 2021 SW94
- 2021 SX94
- 2021 SY94
- 2021 SZ94
- 2021 SB95
- 2021 SC95
- 2021 SD95
- 2021 SE95
- 2021 SF95
- 2021 SG95
- 2021 SH95
- 2021 SJ95
- 2021 SK95
- 2021 SL95
- 2021 SM95
- 2021 SN95
- 2021 SO95
- 2021 SP95
- 2021 SQ95
- 2021 SR95
- 2021 SS95
- 2021 ST95
- 2021 SU95
- 2021 SV95
- 2021 SW95
- 2021 SX95
- 2021 SY95
- 2021 SZ95
- 2021 SA96
- 2021 SB96
- 2021 SC96
- 2021 SD96
- 2021 SE96
- 2021 SF96
- 2021 SG96